# Șimișna
Șimișna é uma comuna romena localizada no distrito de Sălaj, na região histórica da Crișana (parte da Transilvânia). A comuna possui uma área de 45.23 km² e sua população era de 1305 habitantes segundo o censo de 2007.